# 八千代太夫
八千代太夫（やちよたゆう、寛永12年5月1日（1635年6月15日）- 没年不詳）は島原太夫。播州姫路の出身で名は尊子。幼名は石。波多野氏。
正保2年（1645年）、11歳の時に伏見柳町（中書島）福田家に預けられ、慶安元年（1648年）
14歳で「囲（鹿恋）」となり名は「千戸」。
のちに島原の奥村家に移り、慶安2年（1649年）3月7日、
15歳で太夫となる。当初の名は「小太夫」のちに「八千代」となる。
大変な才女であったという。特に書は「一流の祖」と言われるほどの能書家であった。また三味線、琴、胡弓、尺八、小歌、茶の湯、和歌、俳諧、連歌、全てに秀でていた。
承応3年（1654年）から京の町中より講師を呼んで「伊勢物語」、「徒然草」、「古今和歌集」、「源氏物語」等講義を受けたが、明暦4年（1658年）に講師の病の為、半ばとなった。
八千代の家紋「花輪に桐」を八千代に憧れた中国の人が金襴地に織り上げて長崎にもたらし、朝鮮では茶碗の模様にして日本に輸出したといい、その名は海外にも知られていたという。
万治元年（1658年）12月29日、24歳で廓を離れた。
現在、島原の角屋で太夫の姿でお茶のお点前や舞の披露をする女性が「八千代太夫」と名乗っている。